# Abdul Qayyum Khan
Ne doit pas être confondu avec Muhammad Abdul Qayyum Khan.
Abdul Qayyum Khan (en ourdou : عبدالقیوم خان کشمیری), né le 16 juillet 1901 et mort le 23 octobre 1981, est un homme politique pakistanais. Il a été ministre en chef de la Province de la Frontière-du-Nord-Ouest entre 1947 et 1953, soit le premier à occuper cette fonction depuis la création du pays, et ministre de l'Intérieur de 1972 à 1977 sous Zulfikar Ali Bhutto.

## Source
- (en) Abdul Qayyum Khan, Served As Pakistani Interior Minister sur The New York Times, le 24 octobre 1981.